# Ahmed Fahmy
Pour les articles homonymes, voir Fahmy.
 (juin 2019).
Ahmed Fahmy, né le 17 mars 1978, est un acteur et chanteur égyptien. Il commence sa carrière artistique en tant que violoniste dans l'ensemble Amr Diab, puis devient chanteur dans le groupe Wama Band, basé sur son talent musical et ses études au conservatoire.

## Musique et chant

### Pour des atomes individuels
Jet in Bali Production Year (2007) comprend huit chansons.

### Singles
Les titres (de chansons) :
- Mshwar Tawil de Tito avec Wama Band (2004)
- Ally Masbarni Aleik du film Naama Bay (2007)
- Sense of Gharib du film Naama Bay avec le chanteur Mahmoud Al-Osaily (2007)
- Ghabet Shamsna du film Naama Bay avec le chanteur Mahmoud Al-Osaily (2007)
- Hindous du film Naama Bay avec le chanteur Mahmoud Al-Osaily (2007)
- Helwa Ya Beladi du film Gulf Naama avec Ghada Adel (2007)
- Le dilemme du film Blade Paper (2008)
- Msh Qadir du film Sans censure (2009)
- Before Materkever du film Sans censure (2009)
- Ya Bladi du film Sans censure (2009)
- Your Eye Gets In My Eyes d'un film non censuré avec la chanteuse Maria [?] (2009)
- Mama in the section de la série Mama in the section (2010)
- Yally Ghayeb (2010)
- Ashkanak du film Jado Habibi (2012)
- Aish Sukkar Watan avec la chanteuse Assala Nasri (2016)

### Albums avecWama Band
- O Lail (2003)
- Yaagali Alia (2005)
- Rayha Jaya (2010)
- Yama Kan (15/5/2015)

## Cinéma et télévision

### Films
- Naama Bay (2007)
- Sans censure (2009)
- Une crise d'honneur (2009)
- Ma grand-mère bien-aimée (2012)
- Filles de mon oncle : invité d'honneur (2012)
- Un photographe mort (2013)

### Feuilletons
- Mama dans la section (2010)
- Lignes rouges (2012)
- Secret public (2012)
- Mer et soif (2012)
- Prédicateur (2013)
- Frères (2014)
- À ma façon (2015)
- Mariage forcé (2015)
- Solde (2016)
- Samra (2016)
- Pour le prix le plus élevé (2017)
- Je suis un traître célèbre (2018)
- Prova (2019)

### Programmes
- Arab Idol (Saison 2)
- Arab Idol (Saison 3)
- Programme Cabane (Saison 2017-2018)
- Arab Idol (Saison 4)